# Rizwan Ablitarow
Rizwan Reszatowycz Ablitarow, ukr. Різван Решатович Аблітаров (ur. 18 kwietnia 1989 w Shahrisabz, Uzbecka SRR) – ukraiński piłkarz pochodzenia tatarskiego, grający na pozycji obrońcy.

## Kariera piłkarska

### Kariera klubowa
Wychowanek Szkoły Sportowej w Sudaku, a potem w Symferopolu, barwy ostatniej bronił w juniorskich mistrzostwach Ukrainy (DJuFL). Karierę piłkarską rozpoczął 19 sierpnia 2006 w drużynie rezerw Dnipra Dniepropetrowsk. Przez trzy lata żadnego razu nie wystąpił w składzie podstawowym, dlatego latem 2009 przeniósł się do Illicziwca Mariupol. Również w mariupolskim klubie nie wychodził na boisko w podstawowym składzie. Podczas przerwy zimowej sezonu 2011/12 wrócił na Krym, gdzie zasilił skład PFK Sewastopol. Dopiero po wypożyczeniu latem 2012 do Bukowyny Czerniowce wywalczył miejsce w podstawowej jedenastce. 17 sierpnia 2013 został wypożyczony do Tytanu Armiańsk. Po aneksji Krymu przez Rosję latem 2014 dołączył do łotewskiej Daugavy Daugavpils. 3 marca 2015 podpisał kontrakt z klubem Obołoń-Browar Kijów. W lutym 2016 przeniósł się do Czornomorca Odessa. 21 czerwca 2017 został piłkarzem kazachskiego FK Atyrau, w którym grał do 10 stycznia 2018.

### Kariera reprezentacyjna
W 2006 bronił barw reprezentacji Krymskich Tatarów na nieoficjalnych mistrzostwach krajów niezrzeszonych przez FIFA. Potem występował w juniorskich reprezentacjach Ukrainy.

## Sukcesy i odznaczenia

### Sukcesy klubowe
Obołoń-Browar Kijów
- wicemistrz II ligi Ukrainy: 2014/15
- brązowy medalista I ligi Ukrainy: 2015/16